# Amblyeleotris bellicauda
Amblyeleotris bellicauda is een straalvinnige vissensoort uit de familie van grondels (Gobiidae). De wetenschappelijke naam van de soort werd voor het eerst geldig gepubliceerd in 2004 door John Ernest Randall.